# 00 Schneider
00 Schneider ist eine Filmfigur des deutschen Komikers Helge Schneider, die in mehreren von Schneiders Filmen ab 1993 auftritt:
- Texas – Doc Snyder hält die Welt in Atem
- 00 Schneider – Jagd auf Nihil Baxter
- 00 Schneider – Im Wendekreis der Eidechse

Obwohl die Namensgebung 00 Schneider an die Figur des Geheimagenten James Bond angelehnt ist, handelt es sich bei 00 Schneider um einen Kriminalpolizisten.